# Żwan
Żwan (ukr. Жван) – wieś na Ukrainie, w obwodzie winnickim, w rejonie mohylowskim, w hromadzie Kuryłowce Murowane. W 2001 liczyła 892 mieszkańców, spośród których 886 wskazało jako ojczysty język ukraiński, 4 rosyjski, a 2 mołdawski